# Eureka (flygplats)
Eureka är en flygplats vid forskningsstationen Eureka i Kanada. Den ligger i territoriet Nunavut i den norra delen av landet, 3 900 km norr om huvudstaden Ottawa. 
Terrängen runt Eureka är varierad. Havet är nära Eureka åt sydväst. Trakten runt Eureka är nära nog obefolkad, med mindre än två invånare per kvadratkilometer.. Det finns inga samhällen i närheten.
Trakten runt Eureka består i huvudsak av gräsmarker.